# I magnifici sette cavalcano ancora
I magnifici sette cavalcano ancora (The Magnificent Seven Ride!) è un film western del 1972 diretto da George McCowan, con Stefanie Powers, Lee Van Cleef, Michael Callan ed Ed Lauter.
I magnifici sette cavalcano ancora è l'ultimo sequel de I magnifici sette del 1960 e viene preceduto da Il ritorno dei magnifici sette del 1966 e Le pistole dei magnifici sette del 1969; fu inoltre l'unico girato interamente negli Stati Uniti.

## Trama
Lo sceriffo Chris Adams salva il suo amico Jim dall'agguato teso da due banditi messicani. Più tardi lo sceriffo incontra Noah Forbes, giornalista in cerca di qualcuno su cui scrivere un libro. Mentre si trovano nel saloon, Jim compare e tenta di convincere Chris a venire con lui a Magdalena, città messicana di cui è diventato sceriffo: Jim spiega che ha bisogno di aiuto per difendere la città da Juan Detoro, feroce bandito messicano che spadroneggia nella città e in Messico. Chris rifiuta e Jim se ne va. Intanto Arilla Adams, moglie di Chris, lo convince a liberare di prigione Shelly, ragazzo accusato di furto. Tuttavia Shelly ruba ancora e rapisce Arilla insieme alla sua banda. In cerca di Arilla insieme a Chris, Noah la ritrova violentata e uccisa in fondo a un colle: lo sceriffo quindi uccide i due componenti della banda e insegue Shelly.
Lungo la strada si imbattono negli uomini di Magdalena capeggiati da Jim, intenzionato ad attirare Detoro in una trappola e ucciderlo; tuttavia i banditi li prendono alle spalle e li sterminano, tranne Jim che fugge( in seguito Chris lo ritroverà, ucciso dai banditi dopo che lui ha ucciso Shelly). Chris quindi assolda cinque uomini dopo averli fatti uscire di prigione: Pepe Carral, Walt Drumond, Andy Hayes, Mark Skinner e Scott Elliot. Lungo la strada Chris devia il percorso verso la cittadella di Detoro: qui si scatena uno scontro con gli uomini di guardia,ma alla fine Chris riesce a prendere in ostaggio la donna del bandito. Tornati a Magdalena, vengono accolti dalle donne rimaste e insieme preparano un piano per affrontare la banda di 50 banditi e con Detoro che sta arrivando.
Durante una perlustrazione, Chris spiega ai compagni il proprio piano: scavare una serie di linee di buche da cui sparare con fucili di precisione e winchester per logorare le forze di Detoro. Vengono quindi caricati i fucili e scavate le buche a guisa di trincee. Il giorno dello scontro arriva e Detoro ordina alla sua banda di attaccare. Grazie allo stratagemma, Chris e compagni infliggono gravi perdite ai banditi, per poi ritirarsi verso Magdalena preceduti dalle donne. Nello scontro Scott, Andy e Walt vengono uccisi, mentre Noah resta ferito. In città Chris e gli altri si preparano ad affrontare l'imminente attacco di Detoro. Laurie Gunn, leader delle donne, supplica Chris di restituire al bandito la sua donna, ma Chris risponde che ormai Detoro la ucciderebbe piuttosto che rinunciare a vendicarsi. Detoro, accecato dall'odio, ordina di attaccare la città e i banditi irrompono. Si scatena a questo punto un'epica battaglia tra i messicani e i compagni di Chris, ma Pepe resta ucciso in un tentativo suicida di abbattere Detoro. Laurie, sentendo il fragore della dinamite, pensa che i banditi abbiano la meglio e libera la donna di Detoro. Appena la vede,peò, il bandito le spara. Chris, vedendo Detoro isolato, sbuca fuori dal suo riparo e gli spara con un fucile, centrandolo in pieno petto e uccidendolo; i banditi superstiti fuggono e Chris, dopo aver osservato per alcuni secondi il cadavere di Detoro, decide di restare a Magdalena diventandone sceriffo insieme a Skinner, mentre Noah resta con una donna conosciuta lì.

## Curiosità
Quando Noah sta intervistando Chris per una biografia, chiede a Chris di uno scontro a cui ha partecipato chiamato The Battle of Adobe Walls: Chris risponde che si trattò di una lotta tra 28 cacciatori di bufali e 600 indiani Comanche guidati da Quanah Parker, e tra i partecipanti bianchi vi era William Barclay "Bat" Masterson (1853-1921). La vera battaglia di Adobe Walls fu un vero e proprio assedio di circa 700 guerrieri Comanche, Kiowa e Cheyenne del piccolo insediamento commerciale di Adobe Walls (Texas), il 27 giugno 1874, a cui Masterson partecipò effettivamente (questa fu l'unico film della serie in cui viene menzionato un pistolero realmente esistito). L'assedio durò quasi tre giorni e gli indiani attaccarono diverse volte ma furono respinti ogni volta. La battaglia finì quando uno dei cacciatori di bufali, un uomo di nome Billy Dixon, usò il suo fucile a lungo raggio uccidendo un guerriero Cheyenne seduto a cavallo a una distanza di circa 1500 iarde (quasi 1 km e mezzo); ciò innervosì gli indiani (il cui uomo di medicina aveva promesso che sarebbero stati immuni dai proiettili) che si voltarono e si ritirarono. Le vittime totali furono quattro bianchi morti (uno dei quali si sparò accidentalmente alla testa), circa 20 guerrieri indiani e certamente molti feriti.

## Distribuzione
Il film uscì nelle sale cinematografiche statunitensi il 1º agosto 1972, distribuito dalla United Artists.
In Italia arrivò al cinema nel novembre 1972.